# Argentina na Letních olympijských hrách 1960
Argentina se účastnila Letní olympiády 1960 v italském Římě ve 14 sportech. Zastupovalo ji 91 sportovců, všichni muži.

## Medailové pozice
| Medaile | Jméno                                                   | Sport    | Disciplína          |
| ------- | ------------------------------------------------------- | -------- | ------------------- |
| Stříbro | Héctor Calegaris Jorge del Río Sálas Jorge Salas Chávez | Jachting | muži třída Dragon   |
| Bronz   | Abel Laudonio                                           | Box      | váha lehká do 60 kg |